# Good Hunting
Good Hunting (Buena caza en España y Buena cacería en Hispanoamérica) es el octavo episodio de la primera temporada de Love, Death & Robots. Es el episodio número 8 de la serie en general. Está basada en la historia corta homónima de Ken Liu. El episodio trata de un hijo de un caza demonios y una huli jing, que estarán forzados a "actualizarse" por la llegada de una nueva época tecnológica. Se estrenó el 15 de marzo del 2019 en Netflix.

## Argumento
A principios del siglo XX en China, el joven Liang acompaña a su padre, un cazador de demonios, en una recompensa por Tsiao-Jung, un Huli Jing, un espíritu parecido a un zorro que cambia de forma. Liang queda brevemente fascinado por ella y tropieza antes de que su padre pueda atraparla en un estado medio transformado. La persiguen hasta su guarida, donde Liang conoce a la hija de Tsiao-Jung, Yan. Allí, Yan lo confronta enojado por atacarlos y explica que los humanos pueden enamorarse de Huli Jing sin estar fascinados por la magia. Aparece Tsiao-Jung y le advierte a Yan que se mantenga alejada de los humanos peligrosos antes de que el padre de Liang la decapite. Cuando su padre pregunta si Liang vio algún cachorro, Liang miente y permite que Yan escape. Cinco años después, el padre de Liang fallece cuando comienza la modernización colonizada de China. Liang admite que se alegró de que su padre falleciera cuando lo hizo, ya que no creía que su padre tradicional hubiera podido aceptar todos los cambios que se avecinaban en China. En ese tiempo, Liang mantuvo una estrecha amistad con Yan, quien no culpó a Liang por la muerte de su madre. Debido a la modernización, la magia se está desvaneciendo lentamente del mundo y Yan tiene cada vez más dificultades para transformarse de nuevo en su forma de zorro.
Liang finalmente se muda a Hong Kong y trabaja como ingeniero de trenes, y se vuelve muy hábil con las máquinas. Una noche, se encuentra con Yan una vez más, ahora atrapada permanentemente en forma humana. Incapaz de cazar, se ve obligada a confiar en su belleza para seducir a los hombres por dinero. Como ella dice, ahora vive de lo mismo de lo que Liang acusó a su madre: hechizar a los hombres. Después de que se separan una vez más, Liang desarrolla lentamente sus habilidades en ingeniería robótica más avanzada. Yan vuelve a él una vez más, esta vez pidiendo su ayuda. Desde su última separación, el gobernador de Hong Kong la drogó, quien la sometió a la fuerza a una cirugía que transformó su cuerpo orgánico en una máquina, convirtiéndola en un juguete sexual cíborg para sus retorcidas perversiones. El gobernador solo podía ser excitado por máquinas y obligó a Yan a convertirse en su juguete sexual personal. Incapaz de soportarlo más, Yan lo mató.
Ahora, Yan regresa a Liang para pedirle ayuda, deseando cazar una vez más, pero esta vez cazando a aquellos que oprimen a su gente. Liang está de acuerdo. Usando sus habilidades, reemplaza y actualiza lentamente el cuerpo mecánico de Yan con un cuerpo cromado flexible. Al finalizar, Yan consume un tazón de carbón, activando su cuerpo de máquina y permitiéndole transformarse en un Huli Jing robótico. Liang le desea a Yan una "buena caza" y se separan. Yan salta con gracia por la ciudad industrial antes de arrinconar a tres hombres que se preparan para agredir sexualmente a una mujer joven.

## Reparto de Voces
| Personaje     | Actor/Actriz original Estados Unidos | Actor/Actriz de doblaje Hispanoamérica | Actor/Actriz de doblaje España |
| ------------- | ------------------------------------ | -------------------------------------- | ------------------------------ |
| Yan           | Elaine Tan                           | Erika Ugalde                           | Mar Bordallo                   |
| Yan Joven     | Sumalee Montano                      | Erika Ugalde                           | Mar Bordallo                   |
| Liang         | Matt Yang King                       | Osvaldo Trejo Rodríguez                | Roberto Cuenca, Jr.            |
| Liang Joven   | Maddox Henry                         | Ángel Rodríguez                        | Carlos Larios                  |
| Renshu        | Matt Yang King                       | —                                      | Juan Perucho                   |
| Tsiao Jung    | Gwendoline Yeo                       | —                                      | Conchi López                   |
| Jefe de Liang | J.B. Blanc                           | Alejandro Mayén                        | Jorge Insua                    |
| Hombre ingles | J.B. Blanc                           | Jorge Ornelas                          | Jorge Insua                    |

## Símbolos
Al finalizar el intro, se nos presenta una serie de 3 símbolos, siendo: Un corazón (❤), una equis (❌) y una cabeza robótica (🤖); reflejando amor, muerte y robots respectivamente. De ahí los símbolos cambian velozmente, acoplándose a la temática del episodio en cuestión, en cada episodio los símbolos son distintos. En Good Hunting nos presentan los siguientes símbolos:
- Un corazón (❤️)
- Una tuerca (⚙️)
- Una cabeza de Huli-Jing (🦊)

## Lanzamiento
Good Hunting se estrenó el 15 de marzo de 2019 en Netflix junto con el resto de episodios que componen el volumen 1.

## Premios y nominaciones
| Año  | Premio                              | Categoría                                            | Nominado(s)                      | Resultado | Ref.  |
| ---- | ----------------------------------- | ---------------------------------------------------- | -------------------------------- | --------- | ----- |
| 2019 | Primetime Creative Arts Emmy Awards | Logro individual sobresaliente en animación (jurado) | Jun-ho Kim (Diseñador de fondos) | Ganador   | [ 1 ] |